# 工藤わこ
工藤 わこ（くどう わこ、1971年10月25日 - ）は、フリーアナウンサー。本名は工藤和子（くどう かずこ）。茨城県取手市出身。アメリカ合衆国にある、チェイフィーカレッジ・ビジネスアドミニストレーション学部卒業。
祖父の工藤勝美（期前）、父の工藤元司郎（16期）はともに元競輪選手。義兄（姉の夫）の髙木和仁（76期）、姪の髙木萌那（和仁の娘。126期）はともに競輪選手。

## 来歴
主に、競輪中継及び各種競輪に関するイベントの司会を務めている他、国際競輪で来日する外国人選手の通訳も務めている。また、デイリースポーツにて、『‘WAKO'S EYE’‘WAKO'S EYE SPECIAL’』というコラムを連載している。一方、SPEEDチャンネルのキャスターを、1997年の開局当時から務めていたが、2008年3月31日付をもって退き、現在フリーのアナウンサーとしてさまざまな分野で活躍している。
特に全国発売される特別競輪級の中継では元司郎との親子共演が多い。